# Onitini
Onitini (лат.) — триба пластинчатоусых из подсемейства Scarabaeinae.

## Описание
Тело удлинённо-овальное, реже — короткоовальное, более или менее уплощённое, средних и крупных размеров. Длина наших видов 10—30 мм. Голова обычно поперечная, наличник спереди правильно закруглён. Голова обычно с одним лобным килем, простым или двурогим, в середине иногда прерванным, чисто присутствует еще один короткий киль на наличнике. Усики 9-члениковые, базальный членик булавы очень большой, чашевидный. Основание переднеспинки в середине почти всегда с двумя вдавлениями, отсутствующими лишь у единичных африканских видов. Надкрылья с 8—9 дорсальными бороздками.
Передние голени у самцов всех видов лишены вершинных шпор и лапок, у самок присутствую только шпоры.
Половой диморфизм своеобразен. Самцы отличаются от самок удлинёнными и искривлёнными передними голенями, лишёнными лапок и вершинных шпор (часто с сильным отростком, заменяющим шпору), а также наличием дополнительных зубцов на голенях и бёдрах, реже — сильными, часто раздвоенными отростками основания переднегруди. По строению головы самцы и самки различаются слабо, кроме рода Bubas у самцов видов из которого развиты боковые рога.

## Ареал
Преимущественно распространены в Африке, также обитают в Индо-Малайской и Палеарктической областях.

## Систематика
В трибе описаны 18 родов, более 200 видов.

## Перечень родов
- Acanthonitis
- Allonitis
- Anonychonitis
- Aptychonitis
- Bubas
- Cheironitis
- Gilletellus
- Heteronitis
- Janssensellus
- Kolbeellus
- Lophodonitis
- Megalonitis
- Neonitis
- Onitis
- Platyonitis
- Pleuronitis
- Pseudochironitis
- Tropidonitis